# 飛龍丸
飛龍丸(ひりょうまる)は、小倉藩・江戸幕府及び日本海軍(軍務官直轄、兵部省所管)の運送船(運輸船)。
飛龍は「上空を行く龍」のこと。
龍が空を飛ぶ時は雲を起こし雨を降らす徳があるという。
『易経』の乾掛に「飛龍在天利見大人」の句がある。

## 船歴

### 小倉藩時代
元は1858年(安政5年)、
または1864年に建造された
木造汽船の
アメリカ商船PROMISE(プロミス)
。
慶応元年(1865年)にイギリス人から小倉藩が83,000ドルで購入して飛龍丸と命名した。
二檣の帆装と蒸気機関を有し、推進装置はスクリュープロペラ方式であった。
蒸気の昇騰には時間を要したが、速力は速く、行動は俊敏だったという。

#### 第二次長州征伐
元来商船であったが、第二次長州征討に際して小倉藩砲術方・門田栄の献策により砲2門を搭載。船将・丹村六兵衛の指揮で慶応2年(1866年)7月(旧暦、以下同様)の門司・赤坂の戦いに参戦し、上陸した長州軍勢への砲撃や、長州側策源地と見られた彦島への砲撃を行っている。
この戦いに参戦した幕府所属艦(富士山丸・回天丸等)は総指揮官の老中・小笠原長行が陸上砲台との交戦の不利を回避する姿勢だったのに対し、自領に侵攻されている小倉藩は独自に本船を使用して機動的に反撃を実施した。幕府所属艦の艦長らから本船に対し、命令に従うよう申し入れがなされるほどだったという。
第二次長州征討の敗戦により小倉藩は極度の財政難に陥り、本船の修理費・年賦購入代金残金を負担できなくなったことから、小倉藩は本船を幕府に献上し、これらの費用も幕府が代わって負担することとなった。幕府側では80,000ドルで購入として取り扱われた。

### 江戸幕府時代
江戸幕府は慶応3年6月29日(1867年)に長崎で受領、
御用船として使用した。その後、摂津国の嘉納屋次郎作に貸与し、後に払い下げられた。更にそれを仙台藩が借用して使用した。

### 明治政府時代

#### 戊辰戦争
慶応4年5月23日(1868年7月12日)、
浦賀で新政府軍に捕獲され、軍務官が嘉納屋次郎作から借用した形で使用された。
同年8月(新暦9月から10月)に購入、
運送船に編入された。
同年から翌年の戊辰戦争に参加し、
明治元年9月18日(1868年11月2日)に富士山、武蔵、飛龍丸は清水港で咸臨丸を捕獲した。
翌明治2年3月8日(1869年4月19日)、甲鉄、陽春丸、春日丸、飛龍丸、第一丁卯、戊辰丸、晨風丸、豊安丸の7隻が品川を出港、函館へ向かった。
明治2年4月9日(1869年5月20日)の北海道乙部(音部)への上陸戦では陸兵250名を輸送した。更に陸兵増派のために青森との間を航行していたが同年4月12日(新暦5月23日)には福山の海岸砲台から攻撃を受けた。本船に被害は無く、搭載砲で反撃している。

#### その後
『日本近世造船史 明治時代』によるとその後山口藩、熊本藩に管理させた。
明治5年(1872年)の時点で「明治元年の春夏頃に山口藩の預けた」という記録の写しが海軍省に残っていないという。

#### 明治3年
明治3年5月(1870年6月頃)にイギリス海軍のシルビア号が南海を測量することになり日本側からは第一丁卯が測量艦として行動、
そのための石炭300,000斤の輸送に飛龍丸が使用された。
同年7月(新暦8月頃)、開拓使からの要請で樺太まで航海することになり、
10月2日(1870年11月13日)午後8時15分品海に帰港した。
この10月(新暦11月頃)の時点で船体の腐敗などで修理が必要との申し出が船長から出された。

#### 明治4年
明治4年1月(1871年2月から3月)、横須賀に回航しドック入りし修理の予定だった。
15日(新暦3月5日)昼から機関を起動したが運転できなかった。
16日(新暦3月6日)夕方に再試行したところ運転が出来、直ちに出港、
17日(新暦3月7日)午前1時30分、横須賀に到着、
24日(新暦3月14日)修船架に引き揚げられた。
修理には甲板等を全て取り払う必要があり、莫大な修理費が掛かるとされた。
同年7月12日(1871年8月27日)に「東京丸」の購入代金(60,000円+飛龍丸飛隼丸行速丸の3隻で80,000円相当)の一部としてイギリス人に交付された。
その後アメリカ人所有となりYOKOHAMA-MARUと改名された。
明治6年(1873年)に再び日本に売られたという。

## 船長
船長
- 岡啓三郎:慶応4年6月8日時[9]

船将
- 岡正忠(啓三郎):明治2年3月8日時[21]

船長
- 今井兼輔:明治2年6月[36] -
- 磯辺包義 大尉:明治2年12月26日(1870.1.27)[注釈 3] - 明治4年6月25日(1871.8.11)[37]